# Syed Amin Aljeffri
Dato' Syed Amin Aljeffri (* 10. November 1947 in Sungai Petani) ist ein malaysischer Unternehmer.

## Leben
Syed Amin Aljeffri entstammt einer malaiischen Familie, die ihre Herkunft auf den Propheten Mohammed zurückführt und deshalb den Ehrentitel Syed trägt. Aljeffri wurde in Sungai Petani, im malaysischen Bundesstaat Kedah geboren. Er besuchte die Grundschule in Sungai Petani und danach die traditionsreiche Victoria Institution in Kuala Lumpur. 1968 begann er an der Universität Malaya mit einem Studium der Wirtschaftswissenschaften und spezialisierte sich auf das Rechnungswesen. 1971 schloss er es mit dem Bachelor ab.
Er begann seine berufliche Karriere bei Esso Malaysia. Im September 1973 qualifizierte er sich zum Certified Accountant und arbeitete für die internationale Wirtschaftsprüfungsgesellschaft Touche Ross & Co. in Vancouver. 1976 wurde er Senior Accountant bei ESSO Malaysia. Ab 1979 arbeitete er als Finanzanalyst bei ESSO Eastern Inc. in Houston, um danach als Accounts Manager bei ESSO Production Malaysia nach Malaysia zurückzukehren.
Im gleichen Jahr gründete er seine eigene Wirtschaftsprüfungsgesellschaft Aljeffri & Co. (heute AljeffriDean) mit Diversifizierungen in Steuerberatung, Sekretariatsdiensten und Unternehmensberatung. Er war von 1991 bis 1992 Vorsitzender des Aufsichtsrates des Employees Provident Fund (EPF) und Aufsichtsratsvorsitzender zahlreicher an der Börse von Kuala Lumpur notierter Unternehmen. Seit 1994 war er stellvertretender Präsident, später Präsident der Malay Chamber of Commerce Malaysia.
Für seine Verdienste bekam er den Ehrentitel Dato’ verliehen. 2003 wurde er zum Honorarkonsul Äthiopiens in Malaysia bestellt.

## Positionen
Syed Amin Aljeffris grundlegende Idee ist es, dass sich die Malaien im Hinblick auf das Wirtschaftsleben internationalisieren sollten, statt zu erwarten, dass sich internationale Unternehmen an Malaysia anpassen. Dabei propagiert er die Unternehmen seiner Unternehmensgruppe als Rollenmodelle, weil sie vollständige und integrierte Dienstleistungen anbieten. Vier Jahre lang veröffentlichte er eine Kolumne zu Wirtschaftsfragen in Malaysia in der malaiischsprachigen Zeitung Utusan Malaysia. Er ist zudem Autor eines ebenfalls malaiischsprachigen Buches über Management mit dem Titel Sekilas pandang: gaya pengurusan masa kini (Auf einem Blick: aktuelle Management-Methoden).